# Acide chromotropique
L'acide chromotropique, ou acide dihydroxynaphtalène disulfonique, est un composé chimique utilisé comme réactif fluorescent ou dans la synthèse de composés colorés, d'où son nom. Celui-ci est dérivé de deux mots de grec ancien χρωμός (chromos, couleur) et τροπέιν ou τρέπω (verbe : tropein, trepo, changer, tourner), ce qui signifie qu'il change de couleur lorsqu'il réagit avec certains composés. Il est notamment utilisé dans le dosage spectrométrique du formaldéhyde, une réaction décrite pour la première fois en 1937. L'acide chromotropique permet également la détermination spectrophotométrique directe des anions nitrates suivant une méthode développée par West et Lyles en 1960.